# Tótgyarmat
Tótgyarmat (szlovákul: Slovenské Ďarmoty) község Szlovákiában, a Besztercebányai kerületben, a Nagykürtösi járásban. 1920 előtt Balassagyarmat része volt.

## Fekvése
Nagykürtöstől 18 km-re délre, a magyar határ mellett, az Ipoly jobb partján, Balassagyarmattal szemközt található.

## Története
Tótgyarmat Balassagyarmatnak a trianoni békeszerződés után a határ szlovák oldalán maradt része, ezért a település korábbi története megegyezik a város történetével. A falu területe 1918 előtt Nógrád vármegye Balassagyarmati járásához tartozott.
Az önálló Tótgyarmat tehát csak 1920-ban keletkezett úgy, hogy mivel az új határt az Ipoly folyó középvonalán húzták meg, a határ Balassagyarmat területét átvágta (hasonlóan Komáromhoz vagy Nagylakhoz). A városnak az Ipolytól északra fekvő területei: az Újtelep, a város szőlőhegyei, valamint az itt álló tégla és cserépgyár Csehszlovákiához kerültek. A mai falu első lakói szőlőtermesztők voltak, akik a magyaroktól megvásárolták a pincéket és hozzá tartozó szőlőket. Őket a magyarok egyszerűen csak pincéseknek nevezték. 1938 és 1944 között újra Magyarország része volt, a második világháború után viszont visszakerült Csehszlovákiához.
Termelőszövetkezetét 1949-ben alapították, 1964-ben állami tulajdonba került. Lakói főként mezőgazdasággal foglalkoztak és a helyi tégla és betonelemgyárban dolgoztak. 1993-ig volt Csehszlovákia része, majd annak szétszakadása óta Szlovákiához tartozik. 2007-ig közúti határátkelő volt Magyarország (Balassagyarmat) felé. Magyarország és Szlovákia schengeni övezethez való csatlakozásával viszont megszűnt a határellenőrzés.

## Népessége
| Év:            | 1994. | 2004.   | 2014.   | 2024.    |
| -------------- | ----- | ------- | ------- | -------- |
| Emberek száma: | 611   | 553     | 570     | 500      |
| Eltérés:       |       | -9,49 % | +3,07 % | -12,28 % |

| Év:            | 2023. | 2024.   |
| -------------- | ----- | ------- |
| Emberek száma: | 493   | 500     |
| Eltérés:       |       | +1,41 % |

2001-ben 574 lakosából 454 szlovák és 110 magyar.
2011-ben 565 lakosából 407 szlovák, 76 magyar és 39 roma.

## Neves személyek
- Itt született 1935-ben Stanislav Šiška szlovák régész.

## Nevezetességei
- Szent Imre herceg tiszteletére szentelt modern, római katolikus temploma 1991 és 1993 között épült.

## Külső hivatkozások
- Hivatalos oldal
- E-obce.sk Archiválva 2008. december 6-i dátummal a Wayback Machine-ben
- Községinfó